# Klancke
Eine Klancke ist eine Störung der Lagerung eines Bodenschatzes innerhalb eines Bergwerkes. Solche Klancken sind vor allem in den Flözen des Steinkohlebergbaus des südlichen Ruhrgebietes bekannt geworden, denn derartige Störungen haben vor allem in den letzten Jahrhunderten einen großen Einfluss auf die Rentabilität der dortigen Zechen gehabt.